# Lina Beck-Bernard
Lina Bernard (también conocida como Beck-Benard) (Bitschwiller, Alsacia, Francia, el 10 de febrero de 1824; Lausana, Suiza, 27 de septiembre de 1888), escritora francesa que residió cinco años en la provincia de Santa Fe, Argentina.

## Biografía
Nació en la región de Alsacia, Francia. La familia se trasladó a Basilea, Suiza y de allí a Lausana, en 1840, cuando Lina tenía 16 años. Aprendió de las enseñanzas de su abuelo latín, griego, ciencias y dibujo. 
En 1852 contrajo enlace con el comerciante Carlos Beck, de Basilea y en 1856 viajan a Argentina con el propósito de fundar establecimientos agrícolas en la provincia de Santa Fe. Desembarcan en Buenos Aires el 14 de marzo de 1857, donde permanecen poco tiempo, luego la familia remonta el río Paraná a bordo de una goleta fletada para el viaje, que se llamaba ‘El Rey David’, donde desembarcan en los primeros días de abril. Al llegar a Santa Fe, la familia se instaló en una casona frente a la llamada Plaza del Congreso (hoy Plaza 25 de Mayo]]). Estos cinco años de residencia le resultaron muy provechosos 
Vivieron en Santa Fe hasta 1862, donde fundaron, la colonia San Carlos en lo que actualmente es San Carlos Sud. 
En 1862 Lina regresó a Europa, pasando en Lausana el resto de sus días, dedicada al cultivo de las letras y al estudio de cuestiones sociales.

## Retrato
En junio de 2010, el Museo Histórico Provincial, de la ciudad de Santa Fe expuso un retrato prácticamente desconocido de Lina Bernard, en un formato conocido como “carta de visita”.

## Libros
“Cinco años en la Confederación Argentina (1856-1862)” (Traducido del original por José Luis Busaniche, en 1935:  “Le Rio Paraná, cinq années de séjour dans la République Argentine” (1864). El libro trata sobre la situación de las recientes colonias agrícolas en la provincia de Santa Fe y las experiencias de vida de sus pobladores.
Mónica Szurmuk escribió sobre el mundo de las mujeres viajeras de 1850 a 1930 en la Argentina.
Adriana C. Crolla y Silvia Zenarruza de Clément, ofrecen  un estudio  imagológico sobre este texto.
En 1872 publicó su segundo libro sobre temas argentinos, con el título:  «Flats des Pampas. Scenes et Souvenirs du désert argentin», de 233 páginas, impreso en Ginebra. Contiene tres relatos, en los que se describen la vida en la pampa, en las estancias y los enfrentamientos con los indios.

## Homenaje
La Escuela Especial N° 2040 en San Carlos Centro, Santa Fe, lleva el nombre de Lina Beck Bernard.